# Ostřice dělená
Ostřice dělená (Carex divisa, syn. Vignea divisa), neboli tuřice dělená, je druh jednoděložné rostliny z čeledi šáchorovité (Cyperaceae).

## Popis
Jedná se o rostlinu dosahující výšky nejčastěji 10–40 cm. Je vytrvalá, výběžkatá, netrsnatá. Má podzemní plazivé červenohnědé oddenky, ze kterých vyrůstají jednotlivé lodyhy. Lodyhy jsou trojhranné, nahoře slabě drsné, sivozelené, stejně dlouhé jako listy. Čepele listu jsou asi 2–3 mm široké, ploché, na líci drsné. Ostřice dělená patří mezi stejnoklasé ostřice, všechny klásky vypadají víceméně stejně a většinou obsahují samčí i samičí květy. Složené květenství je vejčité až podlouhle válcovité a trochu řídké, cca 15–25 mm dlouhé a 6–10 mm široké. Obsahuje cca 3–8 klásků, které na vrcholu obsahují samčí květy, dole samičí, horní klásek může být čistě samčí. Dolní listen je šupinovitý až listovitý, delší než květenství. Okvětí chybí. V samčích květech jsou zpravidla 3 tyčinky. Blizny jsou většinou 2. Plodem je mošnička, která je cca 3–4 mm dlouhá, podélně žilnatá, světle až tmavě hnědá, nahoře s krátkým dvouklaným zobánkem. Každá mošnička je podepřená plevou, která je tmavě kaštanově hnědá se světlejším kýlem a úzkým okrajovým lemem, je často osinkatá a o málo delší než mošnička. Počet chromozómů je 2n=60.

## Rozšíření
Ostřice dělená roste v západní Evropě, přes jižní Evropu a na východ po střední Asii a Pákistán a v severní Africe. Byla zavlečena do Severní Ameriky, na Nový Zéland a do jižní Afriky.  Ve střední Evropě roste na vlhčích loukách, někdy trochu zasolených, na písčitém substrátu.. V ČR neroste, nejbližší lokality jsou na jižním Slovensku a v Rakousku (u Neusiedler See).